# Johan Emanuel Zetterstedt
Johan (Janne) Emanuel Zetterstedt, född den 23 april 1828 i Viby, Närke, död den 18 februari 1880 i Jönköping, var en svensk botanist, brorson till Johan Wilhelm Zetterstedt. Auktorsnamnet J.E.Zetterst. kan användas för Johan Emanuel Zetterstedt i samband med ett vetenskapligt namn inom botaniken; se Wikipediaartiklar som länkar till auktorsnamnet.
Zetterstedt blev filosofie magister i Uppsala 1854, docent i praktisk ekonomi där 1855 samt lektor i naturalhistoria och kemi i Jönköping 1863. Han företog botaniska resor i Norge och 1856–1857 till Frankrike och Pyrenéerna. Han skrev många smärre avhandlingar, dels av floristiskt innehåll, dels i mera växtgeografisk riktning, såsom Pyrenéernas vegetation (1856), Plantes vasculaires des Pyrénées principales (1857), Om vegetationen i de högländtaste trakterna af Småland (1867) med mera, men var företrädesvis deskriptiv bryolog: Dispositio muscorum frondosorum in monte Kinnekulle nascentium (akademisk avhandling 1854), Monographiæ Androarum Scandinaviæ tentamen (dito 1855), Revisio Grimmearum Scand:æ (dito 1861), samt [mosslistor över Öland (1869), Gotland (1876), Hunne- och Halleberg (1877), Finnmarken (1876), Pyrenéerna (1866; även på franska, 1875) med mera. Zetterstedt utgav även exsickatverket Grimmieo et Andreæo exsiccatæ (1861).